# Aeronautics
Aeronautics – drugi studyjny album zespołu Masterplan wydany 24 stycznia 2005. Ukazał się w wersji standardowej oraz limitowanej z dodatkowym utworem.

## Lista utworów
1. „Crimson Rider” – 3:59
2. „Back For My Life” – 4:12
3. „Wounds” – 4:04
4. „I'm Not Afraid” – 5:29
5. „Headbanger's Ballroom” – 4:55
6. „After This War” – 3:51
7. „Into the Arena” – 4:11
8. „Dark from the Dying” – 4:09
9. „Falling Sparrow” – 5:35
10. „Black in the Burn” – 9:47
11. „Treasure World” (utwór bonusowy) – 3:50